# Miss Kiss Kiss Bang
Miss Kiss Kiss Bang er en sang med Oscar Loya & Alex Christensen som repræsenterede Tyskland i Eurovision Song Contest 2009. Med på scenen under opførelsen i finalen i Moskva var blandt andre burleskartisten Dita von Teese.